# (2953) Vysheslavia
(2953) Vysheslavia es un asteroide perteneciente al cinturón de asteroides, descubierto el 24 de septiembre de 1979 por Nikolái Stepánovich Chernyj desde el Observatorio Astrofísico de Crimea (República de Crimea).

## Designación y nombre
Designado provisionalmente como 1979 SV11. Fue nombrado Vysheslavia en honor al poeta soviético ruso Leonid Nikolayevich Viŝeslavskij.